# Echi di una breve estate
Echi di una breve estate (Echoes of a Summer) è un film del 1976 diretto da Don Taylor, conosciuto anche con il titolo The Last Castlee basato su Isle of children di Robert L. Joseph. 

## Trama
Deirdre è una bambina di undici anni, affetta da una grave malattia cardiaca. I suoi genitori Eugene e Ruth, dopo aver consultato invano i migliori medici, decidono di trasferirsi a Mahone Bay (Canada), in aperta campagna, per far sì che Deirdre trascorra serenamente i giorni che le restano da vivere. È qui che la bambina fa la conoscenza di Philip, il suo nuovo vicino di casa che ha solo qualche anno meno di lei e che con la sua simpatia riesce ben presto a farla divertire e a distoglierla dal pensiero del proprio stato di salute: fra i due nascerà una grande amicizia. Il decorso della malattia, però, non si arresta e Deirdre, un giorno, è colpita da un violento attacco. Philip allora, con l'aiuto di Eugene e di Ruth, si adopera per organizzare un'allegra festa per il dodicesimo compleanno di Deirdre e per fare in modo che gli ultimi giorni di vita della sua amica trascorrano quanto più spensieratamente e gioiosamente possibile.

## Produzione
Le riprese del film ebbero luogo a Chester Bay (Nuova Scozia, Canada) e a Montréal (Québec, Canada) tra settembre e ottobre del 1974. Per Jodie Foster fu una delle prime apparizioni sul grande schermo: nel 1974, anno in cui si svolsero le riprese del film, l'attrice aveva solo dodici anni.